# 焦彦龙
焦彦龙（1960年9月9日—），男，汉族，河北平山人，中华人民共和国政治人物。南开大学汉语言文学专业毕业，新加坡南洋理工大学商学院管理经济学专业毕业。曾任中共唐山市委书记。中共第十九届中央候补委员。曾任中共河北省委常委，现任河北省人大常委会副主任。

## 生平
1978年7月，在南开大学中文系汉语言文学专业学习。1982年7月参加工作，任光明日报社编辑。1982年12月，任花山文艺出版社编辑。1986年12月加入中国共产党。1987年1月，任科技日报社记者。1988年7月，任科技日报河北记者站负责人（正科级）。1990年7月，任科技日报河北记者站站长（副处级）。1993年2月，任科技日报河北记者站站长（正处级）。
1994年8月，任衡水地区行署科技副专员。1996年5月，任衡水地区行署副专员。1996年10月，任衡水市副市长。2000年9月，任河北省人民政府副秘书长、办公厅党组成员（其间：2000年6月－2001年6月，在新加坡南洋理工大学商学院管理经济学专业学习）。2003年1月，任河北省交通厅厅长、党组书记（其间：2006年3月－2007年1月，在中央党校一年制青年干部培训班学习）。2009年2月，任河北省交通运输厅厅长、党组书记。2011年1月，任中共沧州市委副书记、代市长、市长，市政府党组书记。2013年2月，任中共沧州市委书记。2014年9月，任中共唐山市委书记。2015年4月，任中共河北省委常委、唐山市委书记。2017年10月，中国共产党第十九次全国代表大会上当选中国共产党第十九届中央委员会候补委员。2017年12月，任中共河北省委宣传部部长，不再担任中共唐山市委书记。2021年2月，当选为河北省人大常委会副主任。